# Trio pour piano no 40 de Joseph Haydn
Le Trio pour piano no 40 Hob.XV.26 en fa dièse mineur est un trio pour piano, violon et violoncelle composé par Joseph Haydn en 1795 avant son départ de Londres, à l'intention de la pianiste amateur Rebecca Schroeter, veuve du compositeur Johann Schroeter.

## Structure
1. Allegro à 4/4
2. Adagio (en fa dièse majeur, à 3/4)
3. Finale : Tempo di menuet (en fa dièse mineur, à 3/4)